# Auchenionchus
Auchenionchus es un género de peces marinos de la familia de los labrisómidos, en el orden de los Perciformes.

## Especies
Existen las siguientes especies en este género, todas ellas endémicas de Chile, y conocidas con los nombres comunes chasque o chalaco:
- Auchenionchus crinitus (Jenyns, 1841)
- Auchenionchus microcirrhis (Valenciennes, 1836)
- Auchenionchus variolosus (Valenciennes, 1836)